# HMS Penylan (L89)
«Пенілен» (L89) (англ. HMS Penylan (L89) — військовий корабель, ескортний міноносець типу «Хант» «III» підтипу Королівського військово-морського флоту Великої Британії за часів Другої світової війни.
«Пенілен» закладений 4 червня 1941 року на верфі компанії Vickers-Armstrongs у Барроу-ін-Фернес. 17 березня 1942 року він був спущений на воду, а 25 серпня 1942 року увійшов до складу Королівських ВМС Великої Британії.
Ескортний міноносець «Пенілен» лишень протягом місяця встигнув взяти участь у бойових діях на морі в Другій світовій війні, бився у Північній Атлантиці, супроводжував транспортні конвої союзників. Але вже 3 грудня 1942 року корабел був потоплений поблизу Старт-Пойнт торпедами німецького швидкісного катера S115.
За проявлену мужність та стійкість у боях бойовий корабель заохочений бойовою відзнакою.

## Історія служби
9 листопада корабель відплив до Портсмута, де приєдналася до 1-ї флотилії есмінців, що здійснювали патрулювання в Ла-Манші. 1 грудня «Пенілен» вийшов у море для супроводу конвою PW 257. 3 грудня на конвой напали німецькі швидкісні катери типу S-boot. «Пенілен» був торпедований і затонув у п'яти милях на південь від Старт-Пойнт катером S115. Було врятовано п'ять офіцерів та 112 матросів. «Пенілен» став ескортним міноносцем з серії типу Хант з найкоротшим терміном перебування у бойовому строю, побувши лише 30 днів на активній службі в лавах Королівського флоту.